# Designline

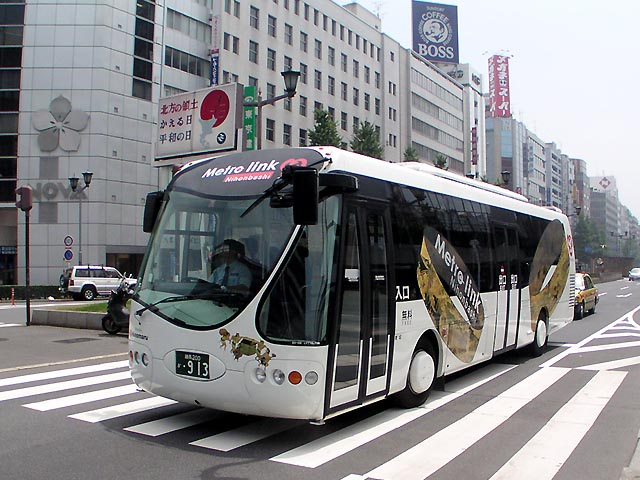
一輛於東京行走的Designline混合動力巴士

Designline是紐西蘭的客車製造廠商之一，產品包括公交車及城際客車。公司廠房設於愛師伯頓鎮，為當地生產的車輛可於奧克蘭、漢密爾頓、威靈頓、基督城、但尼丁等地方找到。
除紐西蘭的營運商外，Designline的產品也有出口往澳洲、亞洲及歐洲地區。
Designline預計於未來隨著業務擴充，車輛產量將為現時的三倍，每星期預計能生產15輛巴士。

## 城市公交車
Designline是全紐西蘭最大型的公交車製造廠商，起初產品為有登車梯級的巴士，至1996年推出特低地台巴士，其無梯級設計可使輪椅及推嬰兒車的乘客更容易登車。零件供應方面，不少Designline車輛均使用了猛獅車廠（MAN）的底盤及其他零件，除此之外，這些車輛也使用世冠（Scania）、富豪巴士（Volvo Buses）及Designline原廠等零件，現時大多數產品均以MAN 12.223及MAN 17.223型號為主。營運商方面，紐西蘭捷達巴士（Stagecoach New Zealand）現擁有最多Designline公交車。

## 混合動力巴士
Designline現已開發及生產出柴電混合動力巴士，型號為“Olymbus”。現時紐西蘭當地有7輛柴電巴士行走免費穿梭巴士線，當中有4輛於基督城行走，3輛於奧克蘭行走。除此之外，這些柴電巴士也出口往日本、香港及英國。
香港珀麗灣客運曾於2003年引入3輛Designline混合動力巴士。

## 關連項目
- 五洲龍客車

## 外部連結
- Designline官網 （英文）
- 有關Designline授權車身設計給五洲龍客車在國內生產巴士事而（页面存档备份，存于）